# Sam Young
Samuel David Young (Washington D. C., 1 de junio de 1985) es un jugador de baloncesto estadounidense. Con 1,98 metros de altura, juega en la posición de alero.

## Trayectoria deportiva

### Universidad
Jugó durante tres temporadas con los Panthers de la Universidad de Pittsburgh, en las que promedió 13,2 puntos y 5,0 rebotes por partido. En su primera temporada fue elegido en em mejor quinteto de rookies de la Big East, tras promediar 7,9 puntos y 4,4 rebotes por encuentro.
Su segunda temporada fue la más floja de las cuatro que disputó con los Panthers, jugando incluso menos minutos que en su año de novato. Su partido más destacado lo jugó ante West Virginia Mountaineers, en el que consiguió 21 puntos y 7 rebotes saliendo desde el banquillo. Todo cambió al año siguiente, ya que acabó la temporada con 18,1 puntos y 6,3 rebotes por partido, lo que hizo que fuera incluido en el mejor quinteto de la conferencia, y fuera finalista en los premios de Universitario del Año y el Wooden Award. fue además nombrado jugador más destacado del torneo de la Big East, tras promediar 20,0 puntos, 7,0 rebotes y 2,5 tapones en los cuatro partidos que disputó.
En su última temporada repitió en el mejor quinteto de la conferencia, haciéndose un hueco también en el tercer quinteto All-American. Su partido más destacado lo jugó ante Connecticut, en el que consiguió un doble-doble: 31 puntos y 10 rebotes.

#### Estadísticas
| Año     | Equipo              | PJ | PT | MPP  | %TC  | %3P  | %TL  | RPP | APP | ROB | TPP | PPP  |
| ------- | ------------------- | -- | -- | ---- | ---- | ---- | ---- | --- | --- | --- | --- | ---- |
| 2005-06 | Pittsburgh Panthers | 33 | 3  | 20.4 | .521 | .190 | .693 | 4.4 | 0.8 | .7  | 0.6 | 7.9  |
| 2006-07 | Pittsburgh Panthers | 37 | 2  | 17.2 | .458 | .310 | .597 | 3.0 | .7  | .6  | 0.5 | 7.2  |
| 2007-08 | Pittsburgh Panthers | 37 | 37 | 32.1 | .503 | .383 | .690 | 6.3 | 1.2 | 1.1 | 1.1 | 18.1 |
| 2008-09 | Pittsburgh Panthers | 36 | 36 | 31.8 | .502 | .372 | .740 | 6.3 | 1.1 | 1.0 | 0.8 | 19.2 |

### Profesional
Fue elegido en la trigésimo sexta posición del Draft de la NBA de 2009 por Memphis Grizzlies.
El 15 de marzo de 2012 fue traspasado a Philadelphia 76ers a cambio de los derechos de Ricky Sánchez.
En septiembre de 2012 fichó como agente libre por los Indiana Pacers.
En julio de 2015 firmó un contrato con los Cañeros del Este por el resto de la Liga Nacional de Baloncesto de la República Dominicana 2015. Young fue una pieza importante para los Cañeros durante la Serie Final de la liga donde cayeron derrotados por los Metros de Santiago en el séptimo partido de la serie. En 6 partidos, Young promedió 23.2 puntos, 6.0 rebotes, 1.5 asistencias y 1.8 robos por partido.

## Estadísticas de su carrera en la NBA

### Temporada regular
| Año     | Equipo       | PJ  | PT | MPP  | %TC  | %3P  | %TL  | RPP | APP | ROB | TPP | PPP |
| ------- | ------------ | --- | -- | ---- | ---- | ---- | ---- | --- | --- | --- | --- | --- |
| 2009-10 | Memphis      | 80  | 1  | 16.5 | .451 | .196 | .777 | 2.6 | .7  | .4  | .3  | 7.4 |
| 2010-11 | Memphis      | 78  | 46 | 20.2 | .472 | .340 | .767 | 2.4 | .9  | .9  | .3  | 7.3 |
| 2011-12 | Memphis      | 21  | 2  | 11.4 | .386 | .000 | .833 | 2.0 | .4  | .5  | .1  | 3.5 |
| 2011-12 | Philadelphia | 14  | 0  | 9.6  | .295 | .625 | .643 | 1.5 | .4  | .4  | .3  | 2.9 |
| 2012-13 | Indiana      | 56  | 3  | 12.4 | .392 | .308 | .535 | 2.2 | .8  | .3  | .1  | 2.8 |
| Total   | Total        | 249 | 52 | 15.9 | .442 | .280 | .742 | 2.3 | .7  | .5  | .2  | 5.8 |

### Playoffs
| Año   | Equipo       | PJ | PT | MPP  | %TC  | %3P  | %TL  | RPP | APP | ROB | TPP | PPP |
| ----- | ------------ | -- | -- | ---- | ---- | ---- | ---- | --- | --- | --- | --- | --- |
| 2011  | Memphis      | 13 | 11 | 19.7 | .448 | .250 | .600 | 2.3 | .2  | .5  | .2  | 7.5 |
| 2012  | Philadelphia | 2  | 0  | 2.0  | .000 | .000 | .000 | .0  | .0  | .0  | .0  | .0  |
| 2013  | Indiana      | 15 | 0  | 8.7  | .375 | .200 | .750 | 1.9 | .3  | .3  | .1  | 1.7 |
| Total | Total        | 30 | 11 | 13.0 | .426 | .217 | .652 | 2.0 | .2  | .3  | .1  | 4.1 |